# Jenkinstown Cross
Jenkinstown Cross är ett samhälle i republiken Irland.   Det ligger i grevskapet Lú och provinsen Leinster, i den nordöstra delen av landet, 80 km norr om huvudstaden Dublin. Jenkinstown Cross ligger 18 meter över havet och antalet invånare är 323.
Terrängen runt Jenkinstown Cross är platt åt sydväst, men åt nordost är den kuperad. Havet är nära Jenkinstown Cross åt sydost. Närmaste större samhälle är Dundalk, 7,5 km väster om Jenkinstown Cross. 